# Climăuți, Suceava
Climăuți (în rusă Климaуцы) este un sat în comuna Mușenița din județul Suceava, Bucovina, România.

## Istoric
Localitatea Climăuți este atestată documentar pentru prima dată în anul 1780, printr-un act de donație semnat de egumenul Mănăstirii Putna, Ioasaf, prin care li se permitea staroverilor ruși așezarea pe moșia mănăstirii. În 1784, la nord de Climăuți a fost înființată localitatea Fântâna Albă (actualmente pe teritoriul Ucrainei).

## Demografie

### Recensământul din 1930
Componența etnică a satului Climăuți
     Români (1%)
     Germani (1,2%)
     Ruși (18%)
     Altă etnie (probabil lipoveni) (79,8%)
Componența confesională a satului Climăuți
     Ortodocși (7%)
     Romano-catolici (0,7%)
     Ortodocși de rit vechi (92,25%)
     Mozaici (0,05%)
Conform recensământului efectuat în 1930, populația satului Climăuți se ridica la 1339 locuitori. Majoritatea locuitorilor erau ruși lipoveni (18,0%), cu o minoritate de germani (1,2%) și una de români (1,0%). Restul locuitorilor s-au declarat: ruteni (2 persoane), polonezi (1 persoană), evrei (2 persoane), iar restul locuitorilor au declarat că aparțin altor neamuri (78,0%), dar probabil aceștia erau, marea majoritate, ruși lipoveni. Din punct de vedere confesional, majoritatea locuitorilor erau ortodocși pe stil vechi (lipoveni) (92,25%), dar existau și minorități de mozaici (0,05%), romano-catolici (0,7%) și ortodocși (7,0%).

## Lăcașuri de cult
Satul Climăuți a devenit un centru important al rușilor staroveri din Bucovina. În anul 1846 a fost înființată la Fântâna Albă Mitropolia Creștinilor de Rit Vechi.
În această localitate există două biserici de rit vechi (lipovenești):
- Biserica „Adormirea Maicii Domnului" (1753) - cu hramul sărbătorit la 28 august; preot paroh Gheorghe Ahapov
- Biserica „Sf. Serghie din Radonej" (1905) - cu hramul sărbătorit la 8 octombrie); preot paroh Leontie Filipov

## Personalități
- Nichita Danilov (n. 1952) - poet și publicist român, de etnie lipoveană

## Imagini

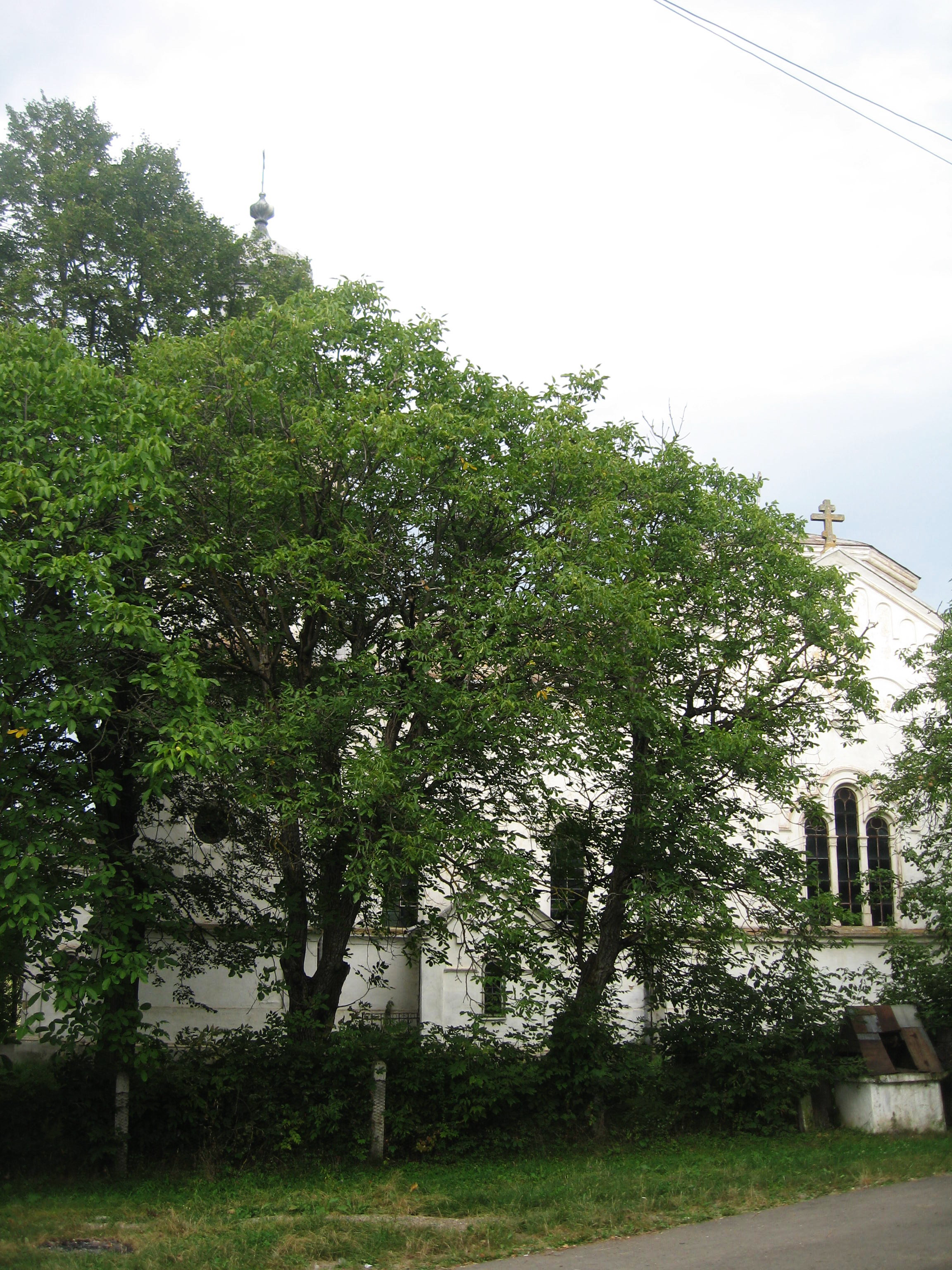
Biserica lipovenească veche
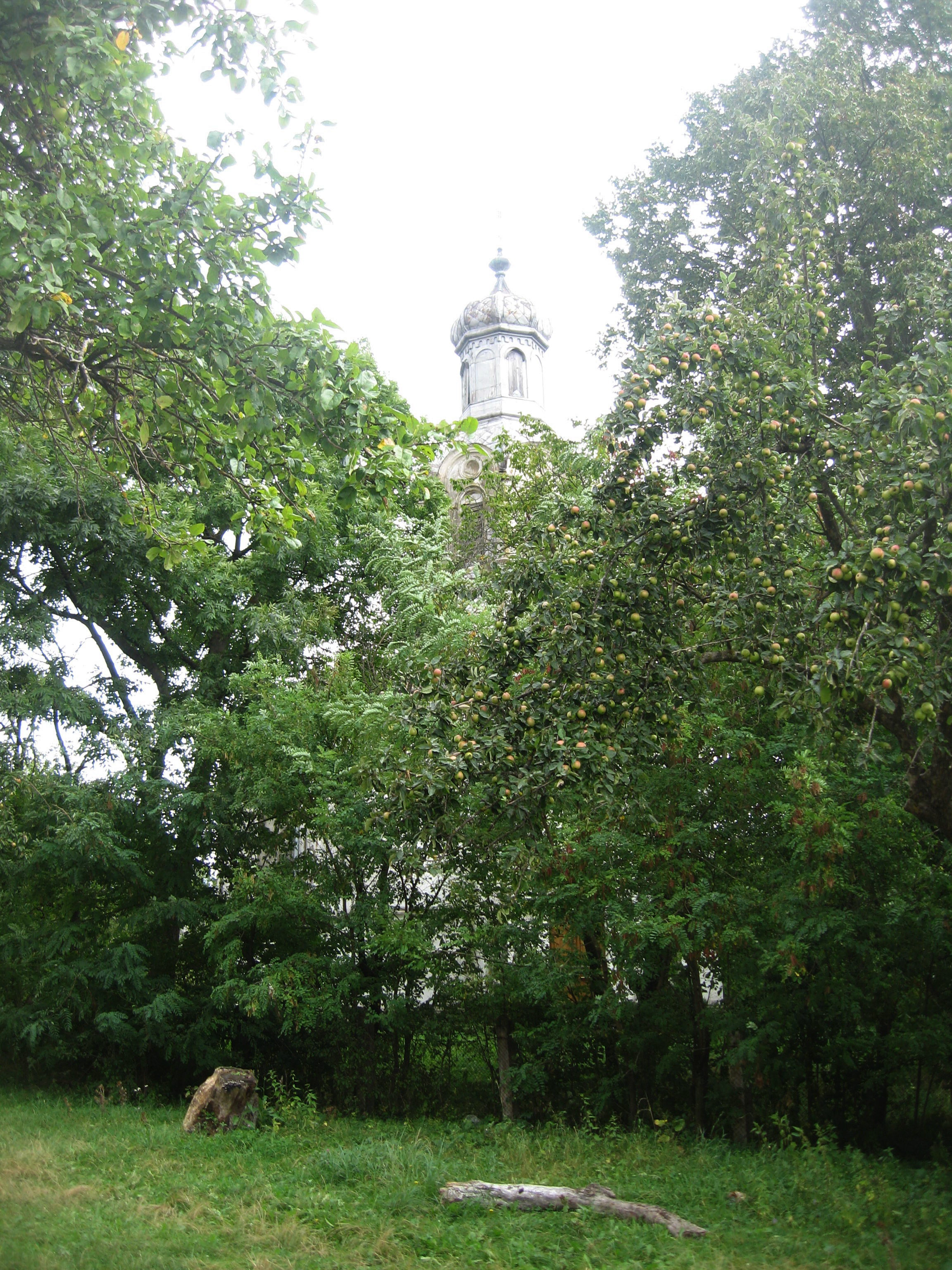
Biserica lipovenească veche
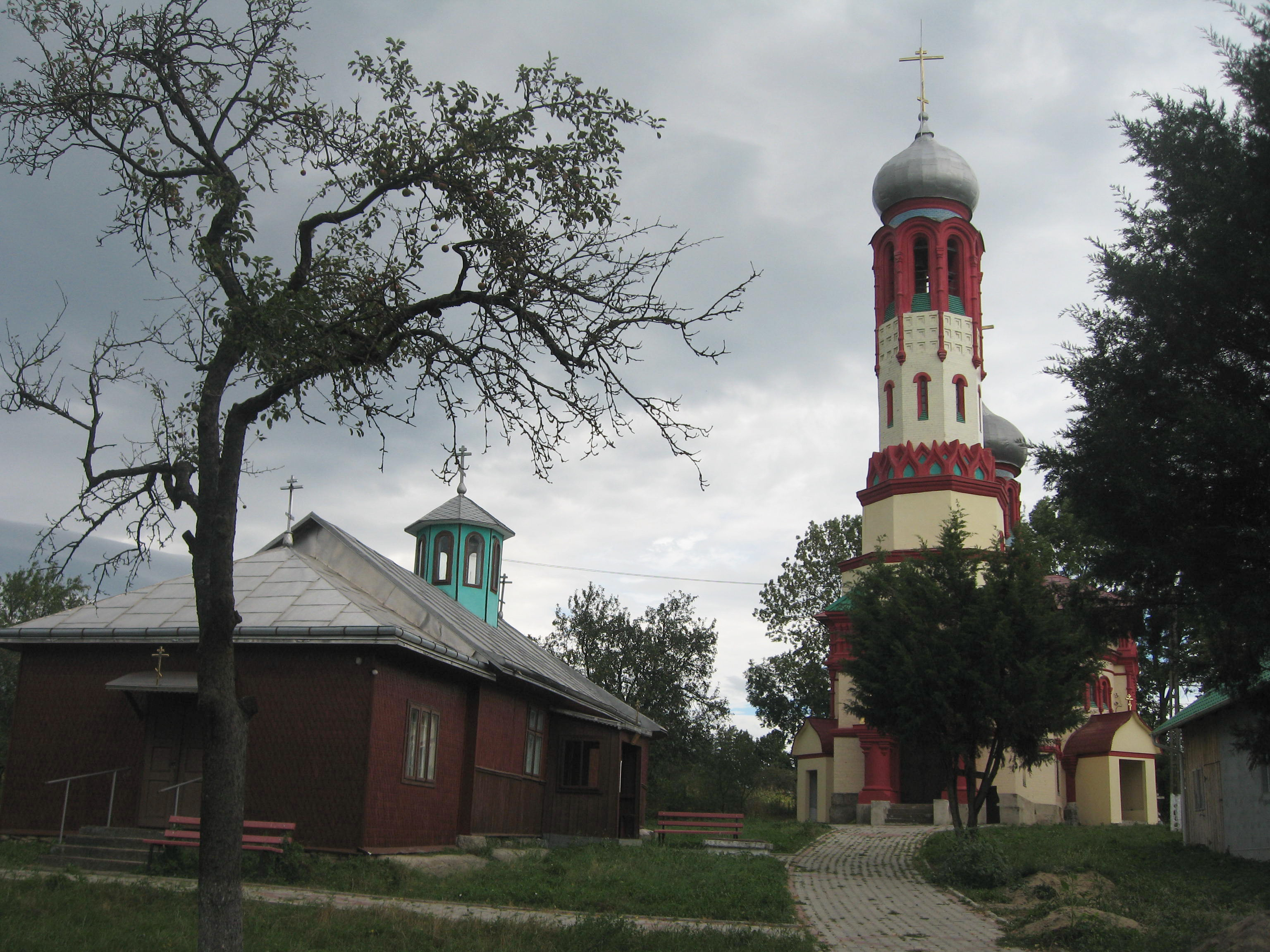
Biserica lipovenească nouă
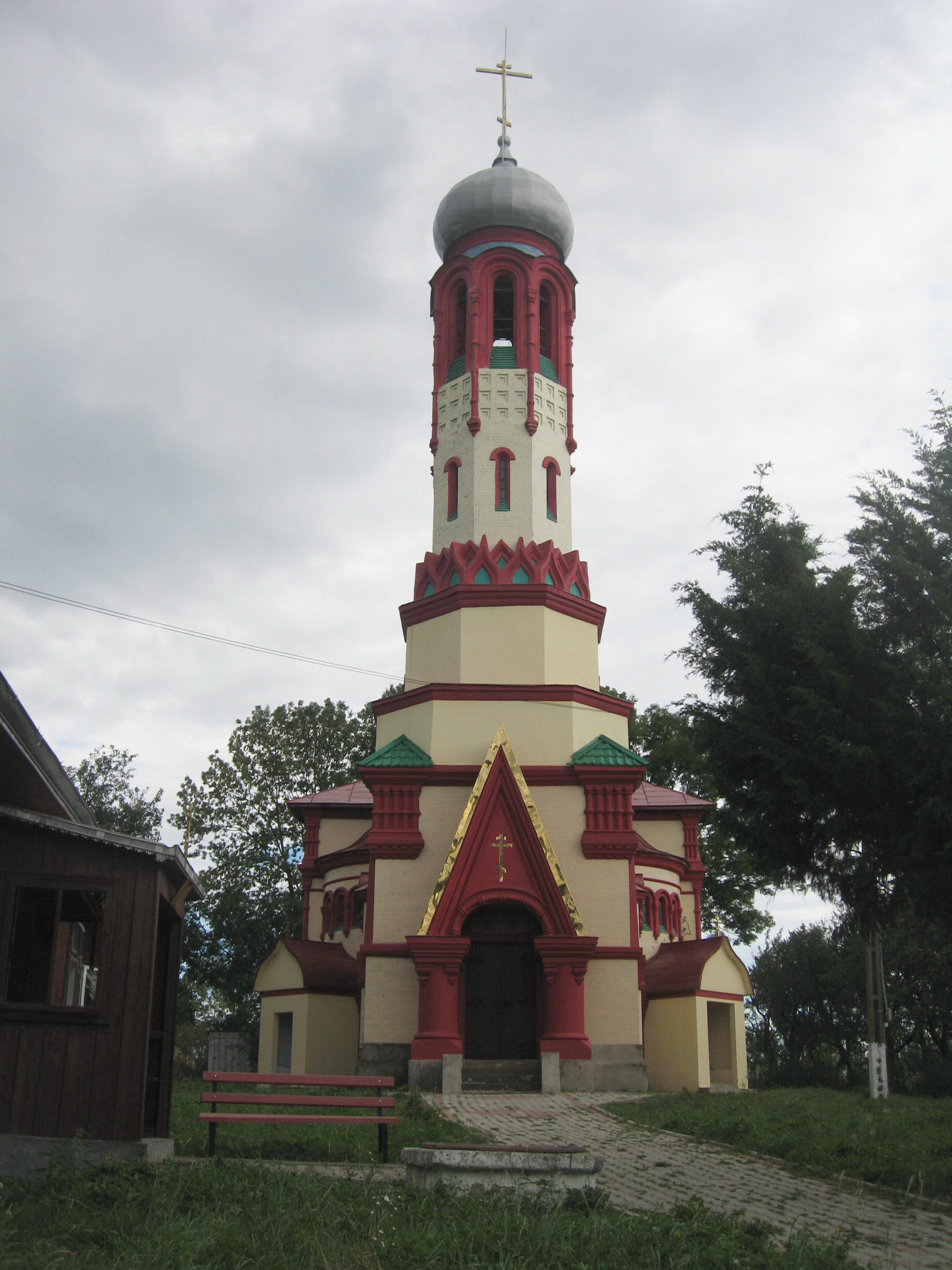
Biserica lipovenească nouă
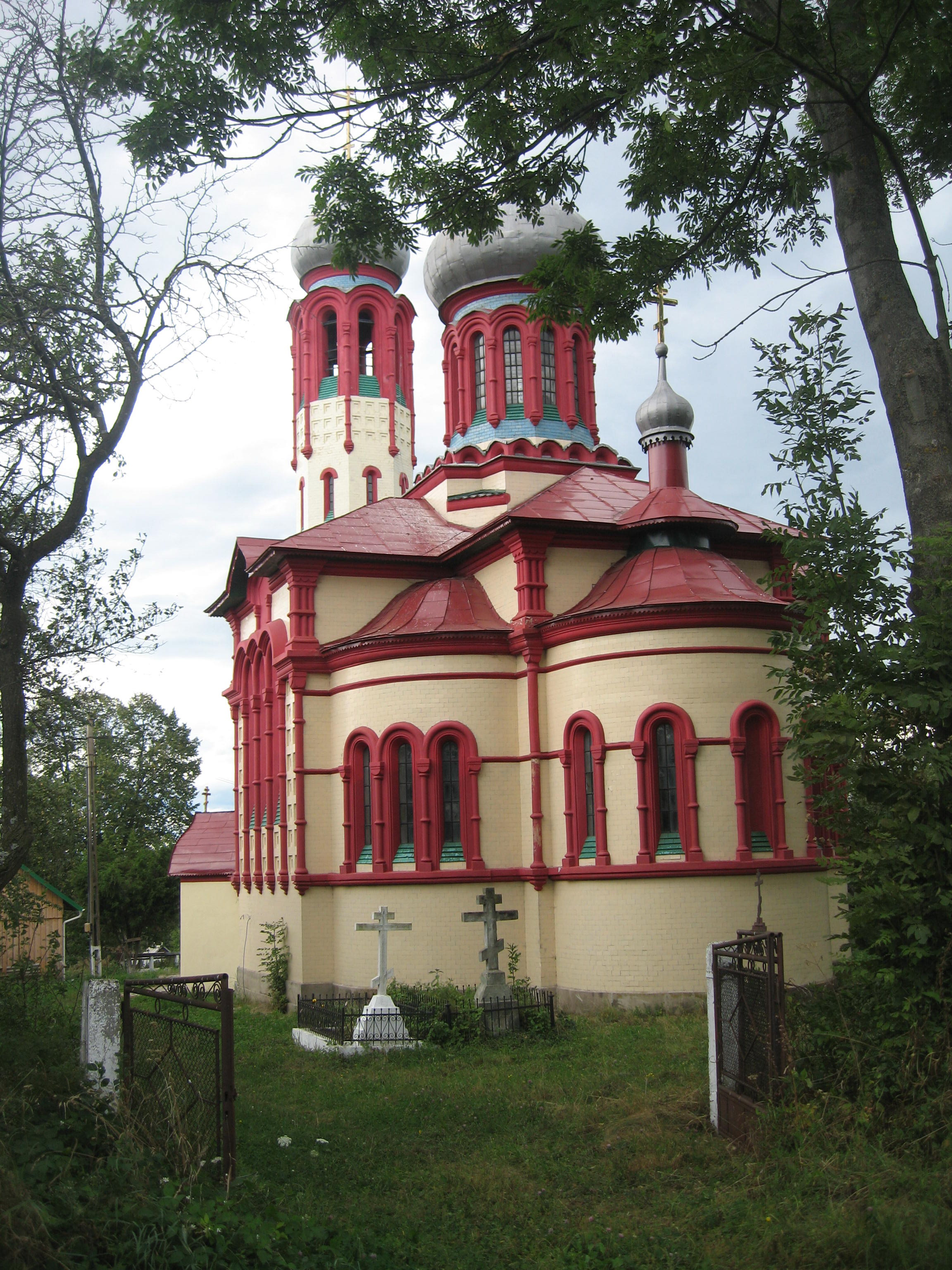
Biserica lipovenească nouă
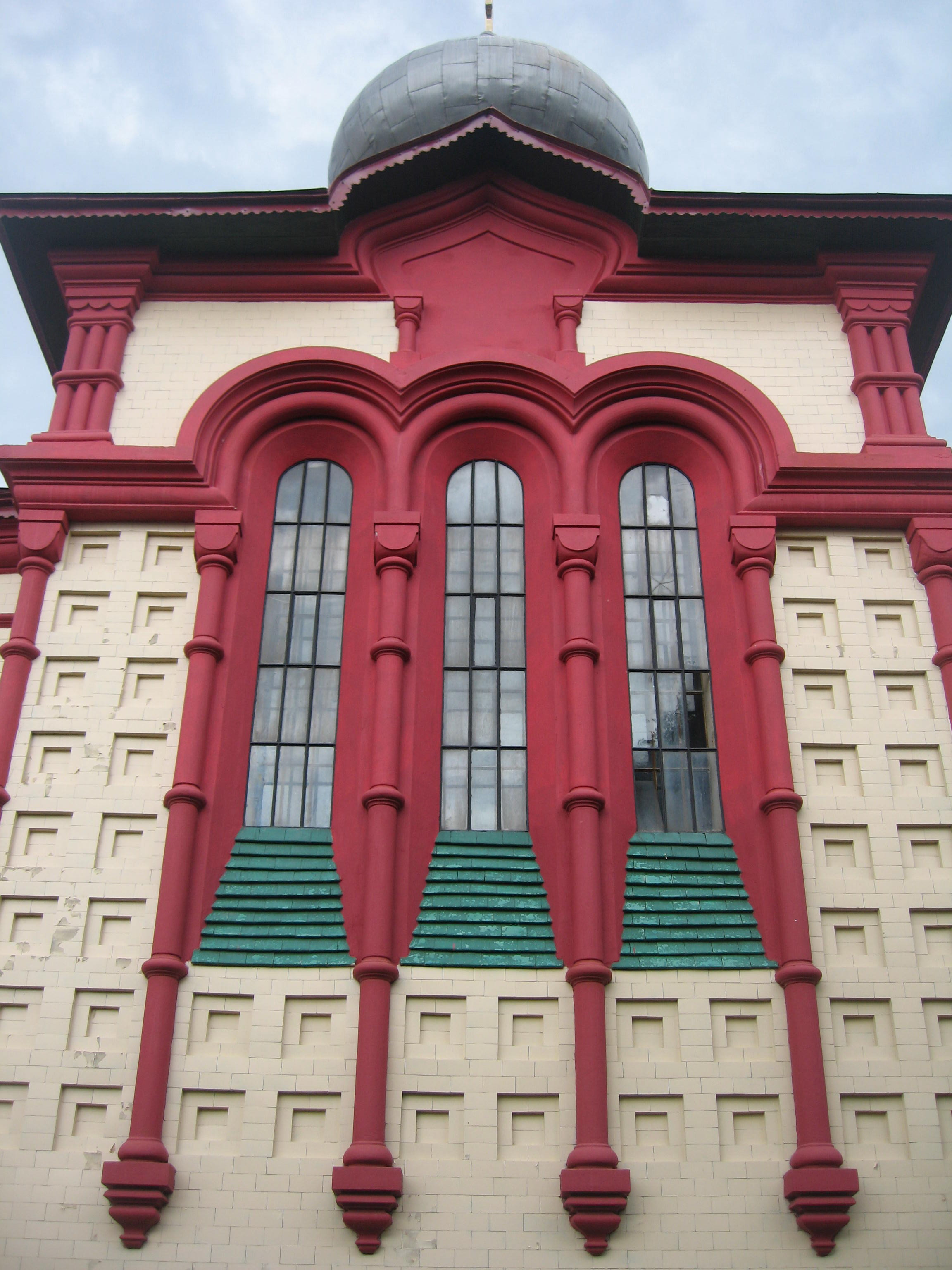
Biserica lipovenească nouă - detaliu

## Legături externe
- Cine sunt lipovenii din România și de unde au venit ei, timpul.md, publicat pe 3 septembrie 2012